# Alpi di Stiria e Carinzia
Le Alpi di Stiria e Carinzia (dette anche Alpi della Gurk-Lavanttal - in tedesco Steirisch-Kärntnerische Alpen oppure Gurk-und Lavanttaler Alpen) sono una sezione delle Alpi. Si trovano in Austria ed interessano, come dice il loro nome, la Stiria e la Carinzia. Marginalmente interessano anche il Salisburghese

## Classificazione
La Partizione delle Alpi definiva la sezione Alpi Noriche di dimensioni molto estese tanto da comprendere, oltre la presente sezione, le Alpi dei Tauri occidentali, le Alpi dei Tauri orientali e parte delle Alpi Scistose Tirolesi. Le più moderne classificazioni hanno ormai del tutto abbandonato la definizione di Alpi Noriche.

## Geografia
Confinano a nord con le Alpi dei Tauri orientali (separate dal fiume Mura), ad est con le Prealpi di Stiria (separate dall'Obdacher Sattel), a sud-est con le Prealpi Slovene (separate dal fiume Drava), a sud con le Alpi di Carinzia e di Slovenia (separate dalla Drava), a sud -ovest con le Alpi Carniche e della Gail (separate dalla Drava) e ad ovest le Alpi dei Tauri occidentali (separate dal Katschbergpaß).
Le Alpi di Stiria e Carinzia non sono collocate lungo la catena principale alpina ma si staccano dalle Alpi dei Tauri occidentali al Katschbergpaß.

## Suddivisione
La SOIUSA suddivide le Alpi di Stiria e Carinzia in due sottosezioni e nove supergruppi: 
- Alpi della Gurktal
  - Catena Kilnprein-Rosennock-Eisenhut
  - Catena Prankerhöhe-Grebenzen
  - Catena Wöllaner Nock-Mirnock
  - Catena Kruckenspitze-Hockeck
  - Montagne di Klagenfurt
- Alpi occidentali della Lavanttal
  - Catena Kreiskogel-Zirbitzkogel
  - Catena Waldkogel-Grafenkogel
  - Gruppo del Ladingerspitze
  - Montagne di Griffn.